# Moritz Bardeleben (Richter)
Ferdinand Moritz Bardeleben (* 14. Februar 1827 in Frankfurt (Oder); † 14. Juni 1892 in Celle) war ein deutscher Richter.

## Leben
Bardeleben war Sohn des Frankfurter Justizrats Heinrich Bardeleben. Er immatrikulierte sich am 8. Mai 1847 an der Hessischen Ludwigs-Universität in Gießen für Rechtswissenschaft. In Gießen gab Bardeleben 1848 die Gedichtsammlung Frühlingsalmanach heraus. Im August 1948 ist Bardeleben als Präsident des Ausschusses der Studentenschaft nachweisbar. Beim Corps Starkenburgia war er von Herbst 1848 bis Herbst 1849 Conkneipant. 1849 war er Teilnehmer und Wortführer beim Auszug der Gießener Studentenschaft auf die Burg Gleiberg. Zum Wintersemester 1849/50 wechselte er an die Friedrichs-Universität Halle. Dort wurde er im Corps Palaiomarchia recipiert. Im Herbst 1850 wurde er inaktiviert. 1858 wurde Bardeleben als Gerichts-Assessor aus dem Bezirk des Königlichen Appellationsgerichts Frankfurt zur Staatsanwaltschaft des Departments der Appellationsgerichts Greifswald versetzt. 1887 wurde er zum Präsidenten des Oberlandesgerichts Celle ernannt. Starkenburgia verlieh ihm am 7. August 1890 das Band. Moritz Bardeleben starb mit 65 Jahren im Amt.
Ferdinand Moritz Bardeleben heiratete im August 1860 Maria Feuerherm in Frankfurt (Oder). Das Paar hatte zwei Kinder: die am 17. Dezember 1861 getaufte Margarethe Wilhelmine Eugenie Auguste Bardeleben und den am 30. August 1865 getauften Heinrich Carl Ludwig Bardeleben.

## Ehrungen
- Dr. iur. h. c.
- Ehrenmitglied des Corps Palaiomarchia